# Biriutx
Biriutx - Бирюч (rus) - és una ciutat de l'óblast de Bélgorod, a Rússia.

## Història
Biriutx fou fundada el 7 de març de 1705 per Ivan Medkov, un sotnik cosac, amb el nom de Biriútxenskoie Komissartsvo, i rebé l'estatus de ciutat el 1779. El 27 de gener del 1919 fou reanomenada com Budionni, en homenatge al cap de cavalleria Semion Budionni. Però el 1958 fou reanomenada Krasnogvardéiskoie i retrocedí a l'estatus de poble. El 1975 esdevingué una vila urbana i el 2005 aconseguí de nou l'estatus de ciutat, el 2007 prengué el seu nom original, Biriutx.